# Ernest Granier
René Ernest Granier (ur. 15 maja 1907 w Malicorne-sur-Sarthe, zm. 16 stycznia 1993 w Hyères) – francuski żeglarz, olimpijczyk.
Na regatach rozegranych podczas Letnich Igrzysk Olimpijskich 1936 wystąpił w klasie 8 metrów zajmując 9 pozycję. Załogę jachtu EA II tworzyli również Charles Gaulthier, Henri Bachet, Rémi Schelcher, Pierre Arbaut i Pierre Gaudermen.